# Antropologia filosófica
A antropologia filosófica é a antropologia encarada metafisicamente; é um ramo da filosofia que investiga a estrutura essencial do Homem. No entanto, este com o que é o homem para o centro da especulação filosófica, sendo que tudo se deduz a partir dele; a partir dele se tornam eis as realidades, que o transcendem, nos modos de seu existir relacionados com essas realidades. Ou seja, a antropologia filosófica é uma antropologia da essência e não das características humanas. Ela se distingue da antropologia mítica, poética, teológica, e científica natural ou evolucionista por dar uma interpretação basicamente ontológica do homem. É também uma disciplina filosófica ou movimento filosófico que tem relações com as intenções e os trabalhos de Scheler, mas não está unido ao conteúdo específico desse autor.
“A reflexão sobre nós próprios, reflexão sempre renovada que o homem faz para chegar a compreender-se” Bernar Groethuysen
“Explicação conceitual da ideia do homem a partir da concepção que este tem de si mesmo em determinada fase de sua existência.” Landsberg.

## Objeto de estudo
Concentra-se no estudo das estruturas fundamentais do homem. Converte-se numa ontologia, na medida em que nos conduz à questão do significado do “Ser”. O homem torna-se para si mesmo o tema de toda a especulação filosófica: interessa estudar o homem e estudar tudo o mais apenas em relação a ele. O que é mais significativo é o conhecimento do homem, e não o de nós próprios enquanto individualidade. Estuda, também, o caráter biopsicológico do homem, verifica o que o homem faz com suas disposições bioquímicas dentro de seu ambiente biológico que possa diferenciá-lo de outros animais.

## Método de estudo
Reflexão sobre a vida, a religião e a reflexão filosófica que parte do principio do cogito. A introspecção se revela como absolutamente necessária como fundamento e ponto de partida de qualquer outro recurso de natureza metodológica. Segundo Groethuysen, ela, de fato, constitui a base da antropologia filosófica. De acordo com Landsberg, a antropologia filosófica faz uso dos dados proporcionados pelas outras formas de antropologia, por exemplo, os fornecidos pela “antropologia das características humanas”, ou seja, dados proporcionados pela biologia, pela sociologia, pela psicologia, pela etnografia, pela arqueologia e pela história, mas interpreta esses dados à sua maneira, e procura unificá-los numa teoria abrangente.

## Origem
O pensamento antropológico filosófico teve início quando o homem se sentiu julgado sobre si mesmo e (em oposição ao idealismo), precisamente sobre a concreticidade pessoal e histórica de sua vida que antecede e ultrapassa todo e qualquer conceito. O nome “Antropologia filosófica” é relativamente recente. Difundiu-se sobretudo a partir dos trabalhos de Scheler, que considera a antropologia filosófica a ponte estendida entre as ciências positivas e a metafísica.

## Objetivo
Mostrar exatamente como a estrutura fundamental do ser humano, estendida na forma pela qual a descrevemos brevemente (espírito; homem), “explica todos os monopólios, todas as funções e obras específicas do homem: linguagem, consciência moral, as ferramentas, as armas, as ideias de justiça e de injustiça, o Estado, a administração, as funções representativas das artes, o mito, a religião e a ciência, a historicidade e a sociabilidade, a fim de ver se há algo nessas atividades, bem como em seus resultados, que seja especificamente humano. Seu objetivo é colocar no centro de sua reflexão a questão: que é o ser humano? Como problema, ela tem seus primórdios mais fecundos nos debates de Sócrates e dos Sofistas.
Immanuel Kant definiu a antropologia como ‘a’ questão filosófica por excelência, uma vez que a filosofia enquanto tal tomaria ao seu encargo quatro grandes problemáticas: a metafísica, a ética, a religião e a antropologia, considerando que todas a três primeiras não seriam senão partes da última, pois todas elas remetem, em última análise, ao problema do humano.

## Teses
Reconhecimento de uma grande continuidade entre o reino animal – em particular dos vertebrados superiores – e o reino humano, por um lado, e a afirmação de que as instituições humanas e a fabricação e uso de instrumentos são em princípios independentes de – no sentido de não ser exigidos por – necessidades biológicas (com opiniões intermediárias entre esses extremos, como a de que a institucionalização e a “instrumentalização” são propriedades ou caracteres emergentes, que têm uma base biológica, mas não são redutíveis a ela.

## Problematização
Problemas de caráter metafísico e moral. Coloca o problema do homem no próprio homem, questiona o lugar ocupado pela função racional do homem em comparação com outras funções. Kant propôs quatro problemas filosóficos: “O que posso conhecer?” “O que devo fazer?” “A que posso aspirar?” “O que é o homem?”

## Principal filósofo
Max Scheler foi o principal pioneiro da antropologia filosófica. As questões relativas à natureza da história e a seu sentido emergem da reflexão referente à conduta humana e ao seu valor moral, à essência espiritual do homem, à experiência humana da realidade e à evolução do espírito nesta relação, ao conhecimento e às formas de saber, assim como às relações do homem com Deus. Seu pensamento está vinculado à sua conceção da essência espiritual do homem e à sua teoria da religião. A produção filosófica de Scheler é dividida em três períodos 1º período: pré-fenomenológico: escritos produzidos a partir de 1899 e vai até o ano de 1905. 2º Período: fenomenológico: Obras produzidas de 1906 até 1920, sendo considerado como primeira fase de maturidade do filósofo. 3º período: período que vai de 1921 até 1928, ano em que Scheler faleceu, interrompendo-se, bruscamente, a fase de maturidade do pensador. Este período inclui uma etapa de transição, centrada na temática da antropologia e metafísica que, marca predominantemente o período. A fundamentação da ética, a conduta moral e a espiritualidade humana constituem o âmbito em que se move, primordialmente, a reflexão scheleriana dos dois primeiros períodos. No terceiro período, a posição que, nos primeiros períodos do pensamento do autor, ocupava a religião, passa a ser ocupada pela metafísica. A "esfera" do ser Absoluto, enquanto integrante da própria essência do homem, permanece intocada ainda que haja mudado sua conceção sobre os atos e sobre os conteúdos materiais que a compõem, a esfera do ser Absoluto permanece como constitutiva da própria essência do homem. O conhecimento metafísico do absoluto deve passar, segundo Scheler, pela antropologia filosófica, ou seja, pelo conhecimento essencial do homem, já que não se pode esperar que, partindo do mundo objetivo, se consiga obter qualquer determinação do absoluto. A metafísica, enquanto conhecimento da natureza do ser absoluto a partir da essência do homem, não é cosmologia, nem metafísica do objeto, é uma metafísica do ato e meta-antropologia. Somente a partir do homem, enquanto sujeito de atos, que se torna acessível a verdadeira natureza do princípio de todas as coisas. O engajamento ativo do homem na divindade possibilita o conhecimento dos dois atributos do fundamento de todas as coisas: o espírito infinito (de que procede a estrutura essencial do mundo e do homem) e o impulso irracional (origem da existência e do ser contingente).

## Principais obras
- A Posição do Homem no Cosmos - Max Scheler,[5]

- Ensaio sobre o homem - Introdução a uma filosofia da cultura humana - Ernst Cassirer,[6]
- O mito do estado - Ernst Cassirer,[7]

## Transformação do pensamento do homem ao longo dos séculos
- Antiguidade: a Antiguidade centrava-se em torno do “cosmos” ou da natureza em si estática e encarava o homem em conexão com ela.
- Idade Média: o homem era membro da “ordem” emanada de Deus.
- Idade Moderna: firma o homem sobre si mesmo, mas predominantemente como “sujeito” ou razão, de sorte que esta, como sujeito transcendental ou razão universal panteísticamente absoluta, acabou por subjugar e volatilizar o homem, convertendo-o em momento fugaz do curso evolutivo do absoluto.
- Pensamento contemporâneo: o homem tomou consciência da inanidade de tais construções e verificou haver perdido tudo, incluindo a própria personalidade e que principalmente, depois de haver sacrificado a vida do conceito abstrato ilusório, se encontrava agora perante o nada.